# Afonso Taira
Afonso Miguel Castro Vilhena Taira, noto semplicemente come Afonso Taira (Cascais, 17 giugno 1992), è un calciatore portoghese, centrocampista dell'Al-Batin.

## Biografia
È il figlio dell'ex calciatore José Taira.

## Carriera

### Club
Cresciuto nei settori giovanili di Estoril Praia e Sporting Lisbona, il 9 luglio 2011 firma un triennale con il Córdoba, con cui inizia la carriera professionistica. Poco impiegato con il club spagnolo, il 6 agosto 2012 passa in prestito all'Atlético CP, venendo poi acquistato a titolo definitivo al termine della stagione. L'8 giugno 2014 passa all'Estoril Praia, con cui si lega con un quadriennale. Il 19 luglio 2017 si trasferisce all'Ironi Kiryat Shmona; il 21 agosto 2018 viene ceduto al Beitar Gerusalemme, firmando fino al 2020 con i giallo-neri.

### Nazionale
Ha giocato nelle nazionali giovanili portoghesi Under-16, Under-17, Under-18 ed Under-19.